# 有秋台東
有秋台東（ゆうしゅうだいひがし）は、千葉県市原市の有秋地区にある町丁。姉崎住宅団地を構成する町丁の一つである。現行行政地名は有秋台東一丁目から有秋台東三丁目。郵便番号は299-0124。

## 概要
千葉県市原市の有秋地区に位置する。有秋台西と共に姉崎住宅団地を構成し、企業の社宅が立ち並ぶ。

## 地理
北は不入斗、東は不入斗、南は深城、西は有秋台西と接する。

## 世帯数と人口
2022年4月1日現在の世帯数と人口は以下の通りである。
| 町丁字         | 世帯数    | 人口総数 | 人口割合 | 人口割合 | 人口割合 |
| 町丁字         | 世帯数    | 人口総数 | 若年     | 生産年齢 | 高齢     |
| -------------- | --------- | -------- | -------- | -------- | -------- |
| 有秋台東一丁目 | 458世帯   | 663人    | 14.3%    | 81.9%    | 3.8%     |
| 有秋台東二丁目 | 251世帯   | 542人    | 6.3%     | 66.1%    | 27.6%    |
| 有秋台東三丁目 | 367世帯   | 1,159人  | 28.1%    | 67.1%    | 4.8%     |
| 計             | 1,076世帯 | 2,364人  | 21.8%    | 71.0%    | 7.2%     |

## 通学区域
市立小学校・市立中学校及び県立高等学校の通学区域は以下の通りである。
| 町丁字         |      | 小学校               | 中学校             | 県立高校 |
| -------------- | ---- | -------------------- | ------------------ | -------- |
| 有秋台東一丁目 | 全域 | 市原市立有秋東小学校 | 市原市立有秋中学校 | 第9学区  |
| 有秋台東二丁目 | 全域 | 市原市立有秋東小学校 | 市原市立有秋中学校 | 第9学区  |
| 有秋台東二丁目 | 一部 | 市原市立有秋東小学校 | 市原市立有秋中学校 | 第9学区  |
| 有秋台東二丁目 | 一部 | 市原市立有秋西小学校 | 市原市立有秋中学校 | 第9学区  |
| 有秋台東三丁目 | 全域 | 市原市立有秋西小学校 | 市原市立有秋中学校 | 第9学区  |

## 交通

### 鉄道
- JR東日本内房線姉ケ崎駅（最寄り）

### バス
- 小湊鉄道
- 日東交通

### 道路
- 久留里街道

## 施設
特筆すべきものなし